# 소켓 AM2+
소켓 AM2+(Socket AM2+)는 AMD의 마이크로프로세서의 소켓이며, 소켓 AM2를 바로 잇는 소켓으로, DDR2 SDRAM과 하이퍼트랜스포트 3.0을 지원한다. 소켓 AM2+ 칩은 소켓 AM2 메인보드에 꽂을 수 있지만, 이 경우 하이퍼트랜스포트 2.0만 지원한다. 페넘 계열의 마이크로프로세서가 사용하는 소켓이다.

## 규격
PGA-ZIF 형태이며 다음과 같은 칩 폼 팩터를 갖는다.
- Ceramic Pin Grid Array (CPGA)
- Organic Pin Grid Array (OPGA)

200 MHz의 시스템 클럭, 2.6 GHz의 하이퍼트랜스포트를 지원한다.

### 지원 프로세서
- 옵테론
- 페넘 시리즈: 페넘 X2, X3, X4
- 페넘II 시리즈: 페넘II X2, X3, X4
- 애슬론II 시리즈

## 같이 보기
- 소켓 AM2
- 소켓 AM3